# Gracia (Tranvía de Tenerife)
Gracia es el nombre de una parada de la línea 1 del Tranvía de Tenerife. Se encuentra en el barrio de Gracia de San Cristóbal de La Laguna, del cual toma su nombre.
Se inauguró el 2 de junio de 2007, junto con todas las de la línea 1.

## Accesos
- Barrio de Gracia

## Líneas y conexiones

### Tranvía
| Línea | Origen         | Destino  |
| ----- | -------------- | -------- |
|       | Intercambiador | Trinidad |

## Lugares próximos de interés
- Campus de Guajara
- Ermita de Nuestra Señora de Gracia
- La casa de Nicolás Estévanez
- IES Domingo Pérez Minik